# MTV Europe
MTV Europe – kanał muzyczny powstały 1 sierpnia 1987 roku.
Kanał obecnie nadaje w Polsce, na Litwie, Białorusi, Holandii, Łotwie, Estonii i Islandii.

## Oddziały MTV
Powstanie polskiego oddziału wiązało się ze strategią jaką MTV obrało pod koniec lat 90. Wtedy to MTV Europe (powstałe w 1986 roku) rozpoczęto rozwój narodowych ośrodków i odejście od zasady „jeden świat, jeden język, jedno MTV”. W tym samym czasie co MTV Polska powstało np: MTV Central (kraje niemieckojęzyczne) – 1997, MTV Rosja, MTV Nordic (dla Skandynawii, ale po angielsku) – 1998, MTV Hiszpania, MTV Francja, MTV Holandia – 2000, MTV Rumunia – 2002, MTV Portugalia – 2003.
Obecna siedziba tej stacji, wraz z kanałami VH1 Europe i VH1 Classic Europe, znajduje się w Warszawie.